# 베트남 철도

베트남 철도 부설의 과정

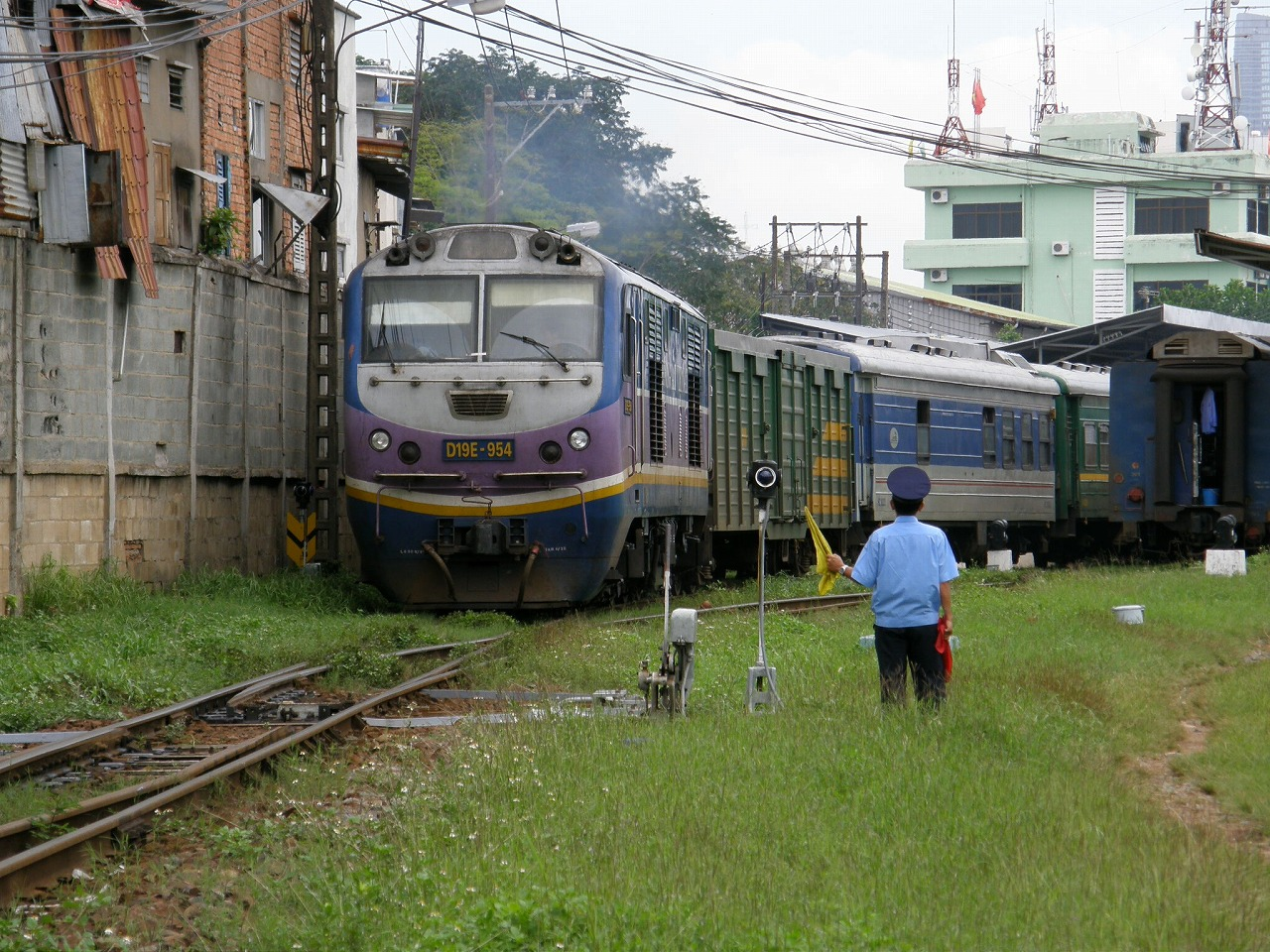
사이공 역을 출발하는 기차

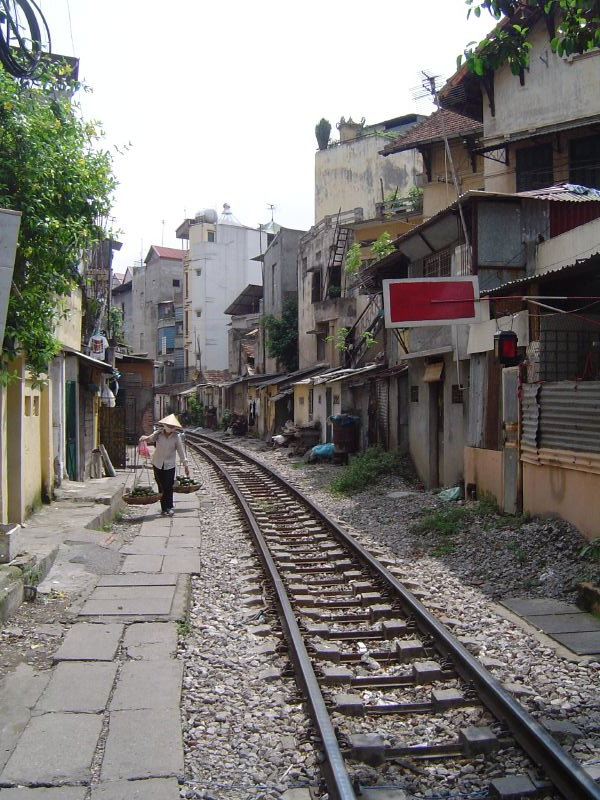
하노이의 미터 궤간 철도

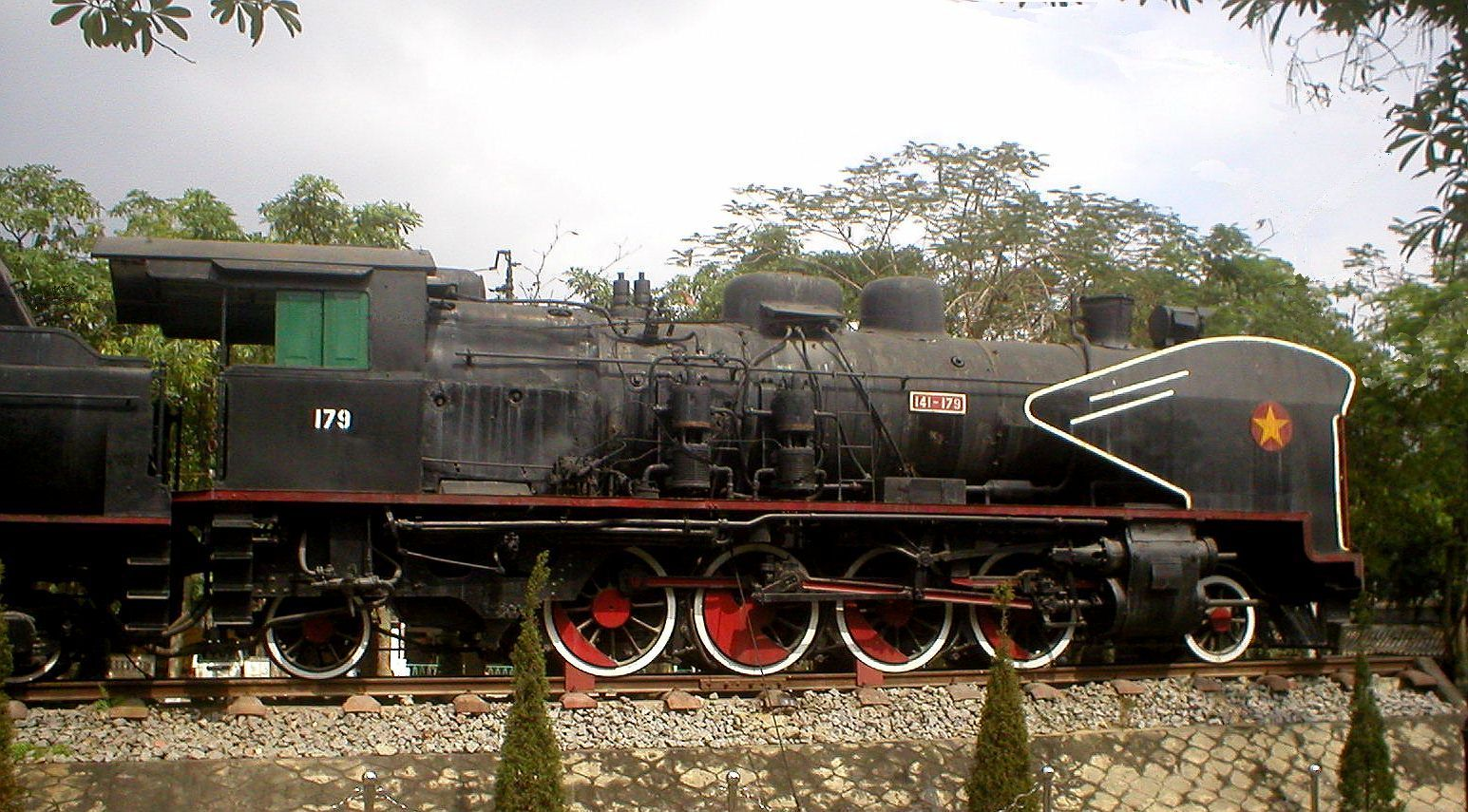
빈 역에 전시된 증기기관차

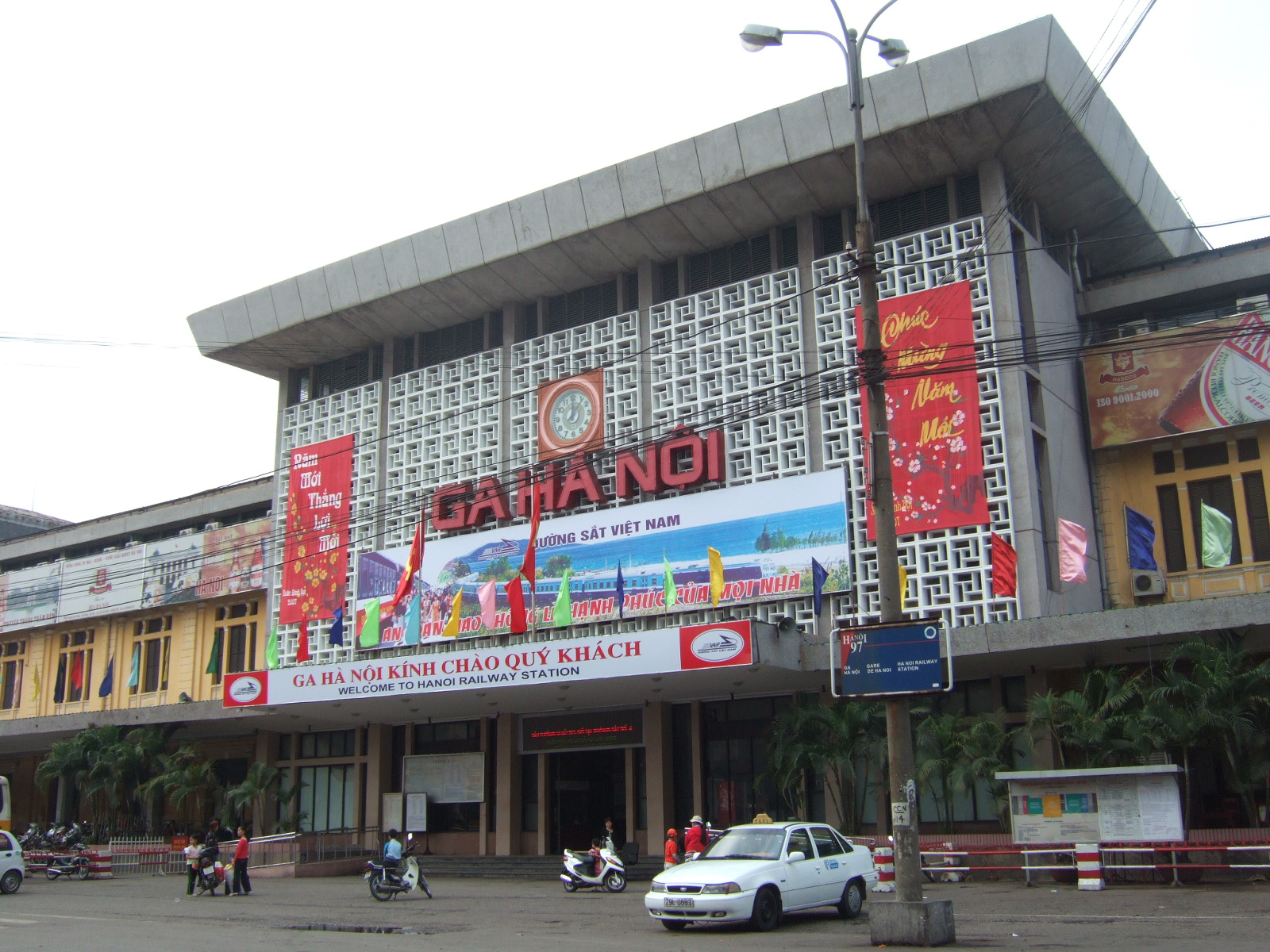
하노이 역

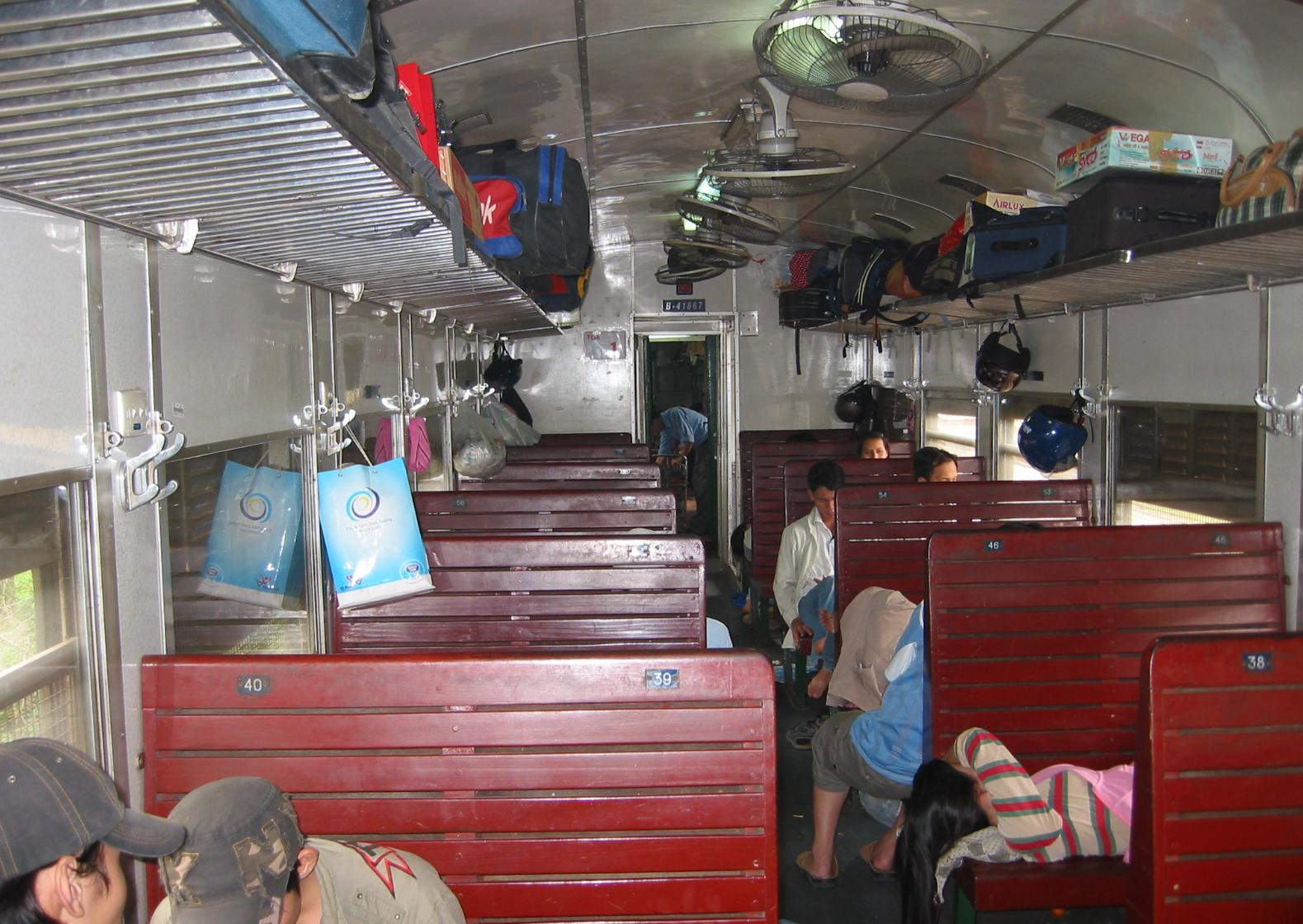
남북선의 객차

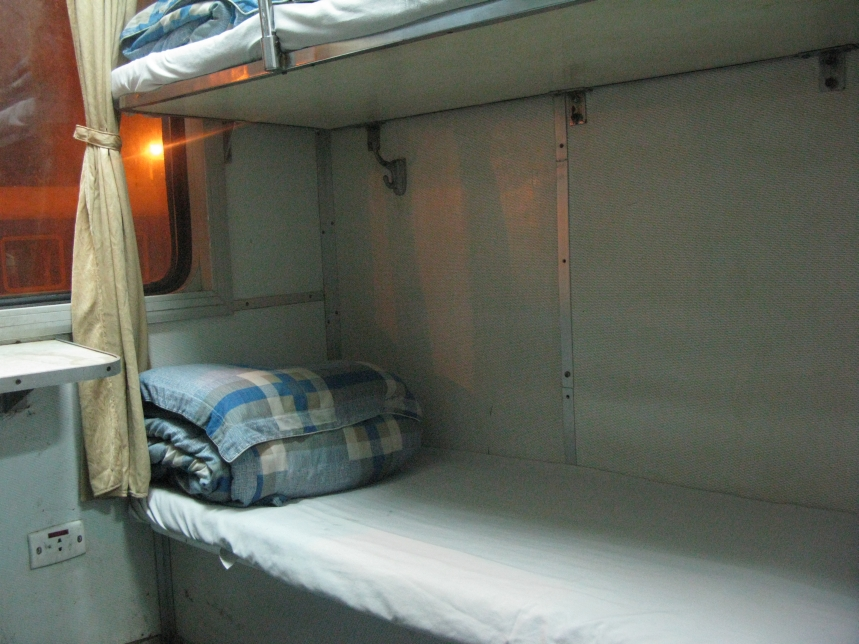
남북선의 침실차

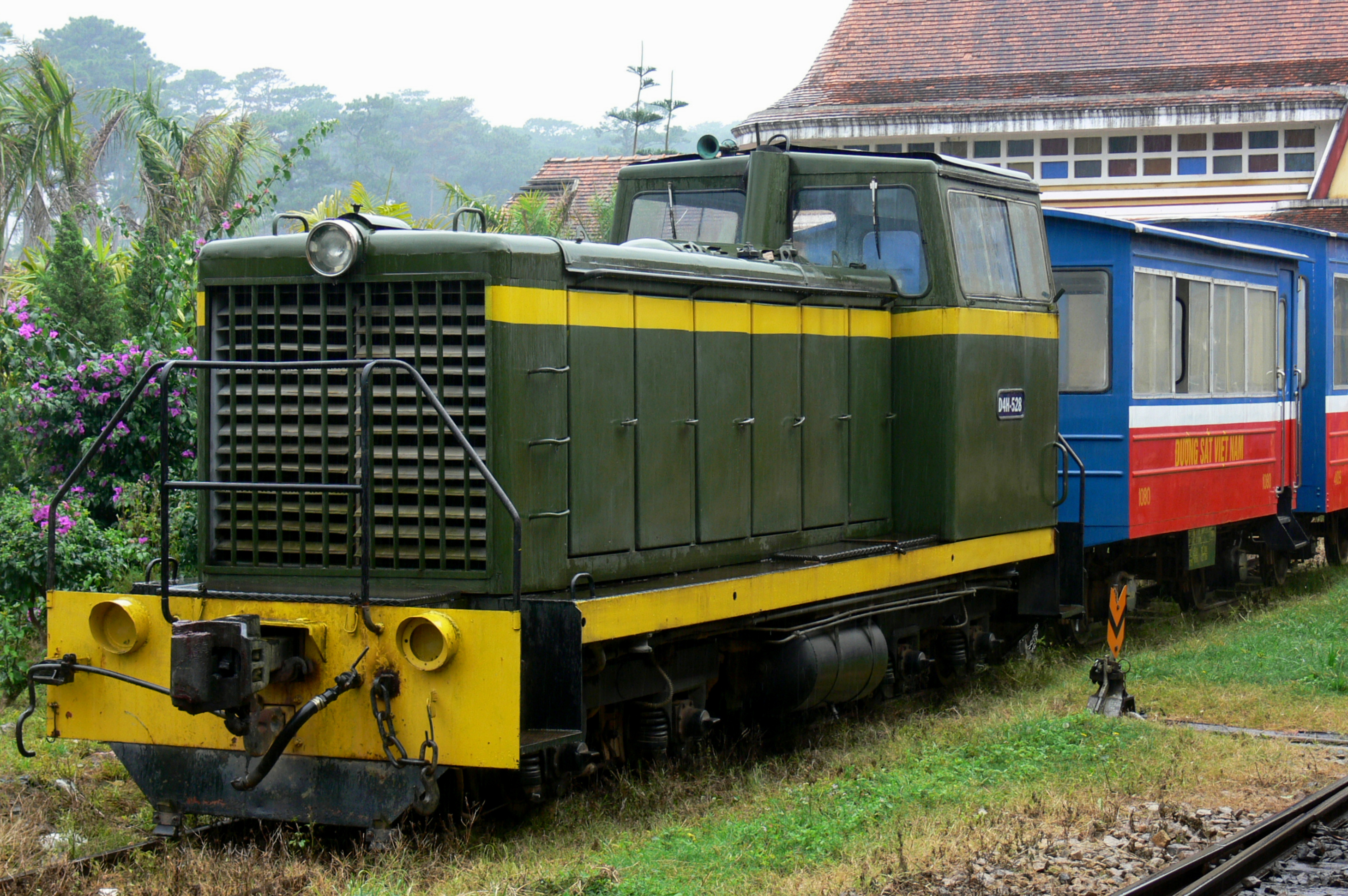
달랏-탑짬 선을 운행중인 TU7 디젤 기관차 D4H-528

베트남 철도(베트남어: Đường sắt Việt Nam)는 베트남의 철도를 운영하는 베트남의 국유 철도이다. 주요 노선으로 하노이와 호찌민 시를 잇는 총 연장 1,726km의 남북선이 있다.

## 역사
베트남에 처음 철도가 놓인 것은 프랑스의 식민지 시기였던 1880년대였다. 프랑스는 지금의 베트남 남부와 캄보디아를 아우르는 코친차이나 지역에 철도를 부설하였다. 이후 1930년대까지 하노이와 사이공을 기점으로 하는 철도 노선들이 계속하여 들어섰고, 이윽고 1936년 하노이와 사이공을 연결하는 남북선이 완공되었다. 그러나 연이어 계속된 전쟁으로 철도 파괴가 계속되었다. 제2차 세계대전 기간 동안 남북선은 폭격 대상이었고, 이어진 제1차 인도차이나 전쟁과 베트남 전쟁기간에도 물자의 운송을 방해하기 위한 철도 파괴가 계속되었다. 전쟁 이후 철도가 복구되어 "통일 열차"라는 별명이 붙었다.

## 노선
베트남 철도가 운영하는 주요 노선은 아래의 표와 같다.
| 노선명             | 궤간 규격        | 노선 길이 | %     |
| ------------------ | ---------------- | --------- | ----- |
| 남북선             | 미터 궤간        | 1726 km   |       |
| 하노이-하이퐁 선   | 미터 궤간        | 102 km    |       |
| 하노이-라오까이 선 | 미터 궤간        | 296 km    |       |
| 소계               |                  | 2124 km   | 84 %  |
| 하노이-동당 선     | 미터-표준궤 복선 | 162 km    |       |
| 하노이-꽌찌에우 선 | 미터-표준궤 복선 | 75km      |       |
| 소계               |                  | 237 km    | 9.5 % |
| 껩 - 할롱          | 표준궤           | 163 km    | 6.5 % |

이 외에도 총 연장 7 km 의 랙 철도인 달랏 - 짜이맛 노선 등이 운행되고 있다.

## 프로젝트
2008년 호찌민 시의 지하철을 건설하기 시작하여 2013년 완공하였다. 지하철 건설 비용의 일부는 일본이 지원하였다. 하노이의 지하철은 2030년까지 건설하는 것으로 계획되어 있다.

## 남북선 노선표
하노이발 사이공행 통일 열차 노선표는 다음과 같다.

### 하노이 - 사이공 노선표
| 역명                            | 거리(Km) |
| 하노이                          | 0        |
| 잡밧                            | 5        |
| 번디엔                          | 9        |
| 푸리                            | 56       |
| 남딘                            | 87       |
| 닌빈                            | 115      |
| 빔선                            | 141      |
| 탄호아                          | 176      |
| 민코이                          | 197      |
| 꺼우지앗                        | 250      |
| 쪼시                            | 279      |
| 빈                              | 319      |
| 옌쭝                            | 340      |
| 흐엉포                          | 387      |
| 떤업                            | 409      |
| 동레                            | 436      |
| 민레                            | 482      |
| 동허이                          | 522      |
| 동하                            | 622      |
| 후에                            | 688      |
| 랑꼬                            | 755      |
| 낌리엔                          | 777      |
| 다낭                            | 791      |
| 짜끼에우                        | 825      |
| 푸깡                            | 842      |
| 땀끼                            | 865      |
| 누이탄                          | 890      |
| 꽝응아이                        | 928      |
| 득포                            | 968      |
| 봉선                            | 1017     |
| 디에우찌                        | 1096     |
| 뚜이호아                        | 1198     |
| 지아                            | 1254     |
| 닌호아                          | 1281     |
| 냐짱                            | 1315     |
| 응아바                          | 1364     |
| 탐짬                            | 1408     |
| 송마오                          | 1484     |
| 마람                            | 1533     |
| 빈투안                          | 1551     |
| 수오이키엣                      | 1603     |
| 롱칸                            | 1649     |
| 비엔호아                        | 1697     |
| 지안                            | 1707     |
| 사이공                          | 1726     |
| 출처: 베트남 철도 예매 홈페이지 |          |

## 같이 보기
- 베트남의 철도
- 베트남의 교통
- 협궤
- 미터 궤간
- 호찌민 지하철
- 하노이 지하철